# Fred Oberson
Fred Oberson, né en 1939 en Gruyère,et mort le  est un écrivain suisse romand. Séjourne dans les Alpilles. Il pratique la culture des oliviers et de l'écriture.

## Biographie
Après des études classiques et une formation bancaire et comptable, il exerce son activité professionnelle dans la banque et le commerce puis en tant que chef d'entreprise.

## Ouvrages
- La charte d'indépendance de la République de Genève', Genève, éd. Mouvement Genève-LibreCoécrit avec Patrick-Étienne Dimier
- Élisabeth Kopp au Tribunal fédéral, Genève, Les Auteurs AssociésCoécrit avec Jean-Claude Petit[2]
- Huitante-neuf. Chronique d'un citoyen de Genève, Télédition, parisPréface de Jean Ziegler.
- Suisside, Genève, Les Auteurs Associés
- (it) Gli occhi bendati sul golfo, Milan, éd. Jacca BookCoécrit avec Alberto B. Mariantoni
- Le non-dit du conflit israélo-arabe, Paris, PygmalionCoécrit avec Alberto B. Mariantoni
- Je crois en Dieu, moi non plus..., Paris, L'Harmattan
- www.paradis-ciel.info "Un journaliste au Paradis", aeo-éditeur, Genève
- Dis, Papy, c'est quoi la crise", aeo-éditeur, Genève
- Mon Journal en Provence, icône-éditeur, Arles
- Les Alpilles au pas de l'âne, icône-éditeur, Arles
- Révoltons-nous, bon sang, icône-éditeur, Arles
- JFK, A cœur ouvert, icône-éditeur, Arles
- J'ai mangé ma femme, icône-éditeur, Arles
- François, Manuel et les autres, icône-éditeur, Arles
- Trop jeune pour moi, icône-éditeur, Arles
- Charlotte de tes esprits, icône-éditeur, Arles
- Clara Spiegel, Envoyée spéciale, icône-éditeur, Arles
- Quatrième de couverture, icône-éditeur, Arles
- Le Vieux retourne sur ses pas, éditions-complicités, Paris
- Papa a cassé sa pipe, éditions-complicités, Paris
- J'écris que je n'écris pas, manuscrit